# Westküste (Zeitschrift)

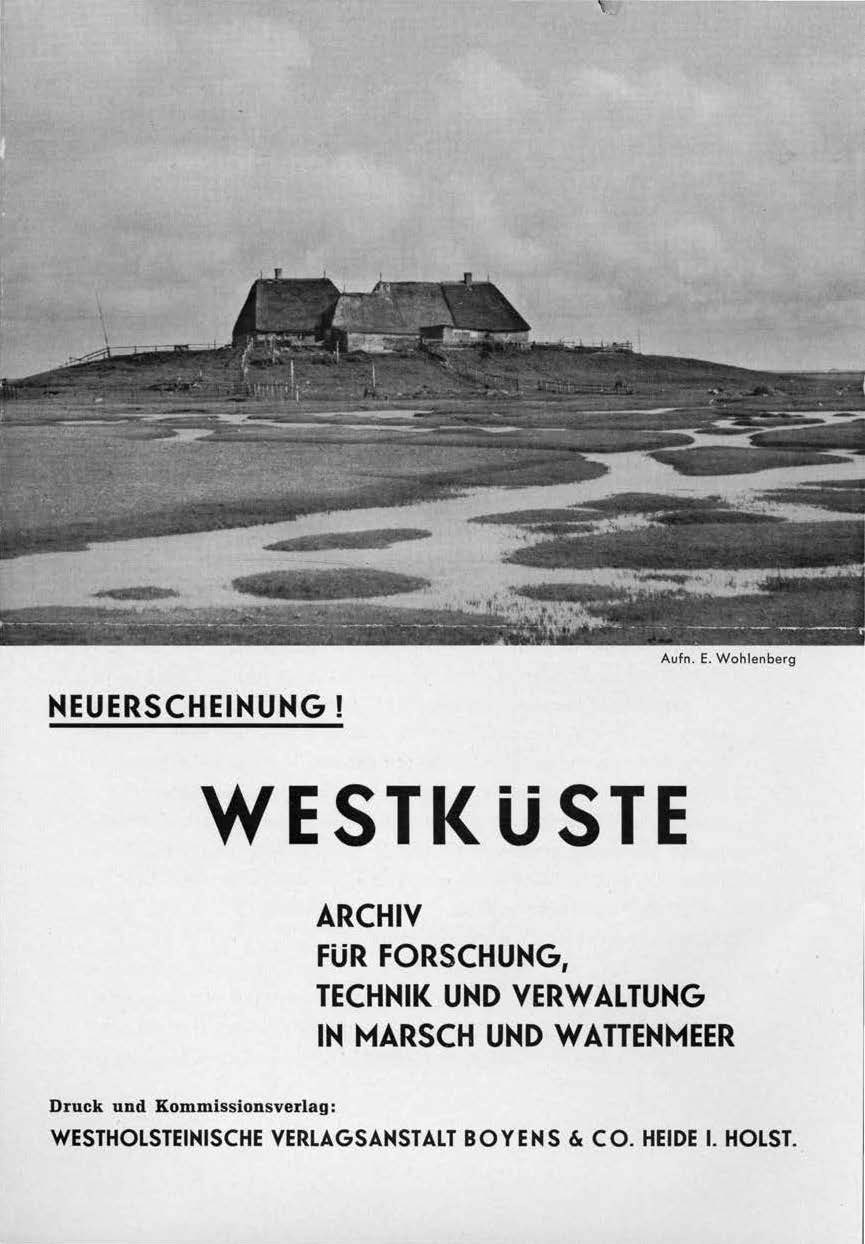
Flyer von 1938 zur Ankündigung der Zeitschrift Westküste

Westküste Archiv für Forschung Technik und Verwaltung in Marsch und Wattenmeer war eine Zeitschrift, die von 1938 bis 1943 vom Oberpräsidenten der Provinz Schleswig-Holstein herausgegeben wurde.
Die Zeitschrift erschien dreimal im Jahr. Es wurden fünf Hefte mit insgesamt 26 Artikeln herausgegeben. 1941/42 erschienen keine Hefte, die Ausgabe von 1943 wurde als Kriegsheft bezeichnet. Der Druck erfolgte durch die Westholsteinische Verlagsanstalt Boyens & Co. Heide in Holstein. Gedruckt wurden Originalarbeiten, die sich auf wissenschaftlicher Grundlage mit den Erscheinungen der deutschen Nordseeküste einschließlich der Marschen und deren technischen, naturwissenschaftlichen, historischen und wirtschaftlichen Fragestellungen befassten. Der Jahresbezugspreis betrug RM 10,- und ein Einzelheft kostete RM 4,-.
Die Zeitschrift hatte zur Aufgabe die Bevölkerung über die Pläne, Ziele und Arbeiten an der Küste zu informieren. Landerhalt und -gewinnung waren wichtige Themen in dieser Zeit. Nachfolger ab 1952 war die Zeitschrift Die Küste : Archiv für Forschung und Technik an der Nord- und Ostsee.